# 加古川市立氷丘中学校
加古川市立氷丘中学校（かこがわしりつ ひおかちゅうがっこう）は、兵庫県加古川市にある公立中学校。

## 沿革
公式サイト「学校情報及び学校運営方針」による。
- 1975年
  - 4月1日 - 加古川市立加古川中学校の生徒増加により、校区を分離して開校。
  - 5月10日 - 開校記念式を挙行し、創立記念日と定める
- 1977年10月1日 - 校歌を制定し、運動会で発表
- 1983年5月11日 - 教育情報テレフォン・サービス開始
- 1984年11月3日 - 創立10周年記念式典を挙行
- 1994年9月24日 - 創立20周年記念運動会
- 1998年11月1日 - 悩み相談電話を開設
- 1999年10月13日 - Webサイト・夢メールを開設
- 2000年6月2日 - 学校・家庭インターネットコミュニケーション共同実験事業（すくすくネット）開始
- 2001年11月20日 - 県警ホットライン設置
- 2005年11月26日 - 創立30周年記念式典を挙行
- 2006年12月27日 - 風力発電装置設置
- 2008年〜2009年 - 文部科学省指定「道徳教育実践事業」推進校となる
- 2009年1月19日 - 太陽光発電装置設置
- 2011年11月26日 - 「東日本大震災の復興支援を考える」講演会

## 教育方針

### めざす生徒像
- 自らの学びを主体的に創造できる生徒　（自主創造）
- 正義を重んじ、友情を大切にできる生徒（友愛正義）
- 豊かな自尊感情と感謝の心を持つ生徒   (感恩奉仕)

### 学校教育目標
- こころ豊かに、自ら考え、自ら学び、ともに生きる生徒の育成
- 人権尊重の精神を基盤に、健やかな体と豊かな心、確かな学力を身につけた生徒の育成

### めざす学校像
- 生徒が、学校を楽しみに登校し、生き生きと活動し、在籍を誇る学校
- 教職員が、日々の教育活動に意欲的に取組み、働き甲斐のある学校
- 保護者や地域の人々が、大きな信頼と期待を寄せる学校

## 学校行事
| - 4月 - 始業式・入学式・家庭訪問 - 5月 - 修学旅行・中間テスト - 6月 - 期末テスト | - 7月 - 三者懇談・終業式 - 8月 - 9月 - 始業式・運動会 | - 10月 - 中間テスト・加印地区連合音楽会 - 11月 - トライやる・ウィーク・期末テスト - 12月 - 三者懇談・終業式 | - 1月 - 始業式・小中美術展 - 2月 - スキー実習・学年末テスト - 3月 - 修了式 |

## 部活動

### 運動部
- 野球部
- 陸上競技部
- バスケットボール部
- バレーボール部
- ソフトテニス部
- バドミントン部
- 剣道部
- ハンドボール部
- サッカー部
- 柔道部

### 文化部
- 書道部
- 演劇部
- 吹奏楽部
- 美術部
- 国際交流部
- 園芸部

## 通学区域
以下の小学校の通学区域。加古川市加古川町のうち、おおむねJR神戸線以北の市街地の外側の区域が該当する。
- 加古川市立氷丘小学校
- 加古川市立氷丘南小学校

## 校区内の主な施設
- 日岡神社
- 日岡駅（加古川線）
- 加古川中津簡易郵便局
- 兵庫県立加古川北高等学校（当校の東側に隣接している）

## 交通アクセス
- JR西日本
  - 山陽本線加古川駅より約2.2kｍ（徒歩26分）
  - 加古川線日岡駅より約1.1kｍ（徒歩13分）

## 出身者
- 久保利明（将棋棋士）
- 高瀬耕造（アナウンサー）
- 大路恵美（女優）

## 通学区域が隣接している学校
- 加古川市立加古川中学校
- 加古川市立中部中学校
- 加古川市立陵南中学校
- 加古川市立山手中学校
- 加古川市立義務教育学校両荘みらい学園
- 加古川市立神吉中学校